# Соколов, Доримедонт Васильевич
Доримедо́нт Васи́льевич Соколо́в (1805—1855) — русский богослов, протоиерей-переводчик.

## Биография
Родился 19 сентября (1 октября) 1805 года.
Образование получил в Нижегородской духовной семинарии и Петербургской духовной академии, где окончил курс в 1829 году со степенью магистра.
В 1834—1853 годах служил при посольской церкви в Берлине.
Из публикаций Д. В. Соколова известно издание: «Глас пастыря, или беседы священника со своими прихожанами», с присоединением его собственных бесед (2 ч.). Кроме этого он участвовал в переводе «Всемирной истории» Беккера, изданной Н. И. Гречем в 8 томах.
Умер 10 (22) июня 1855 года в Пруссии.
Его сын, Доримедонт Доримедонтович Соколов — профессор архитектуры, директор института гражданских инженеров, тайный советник.